# Afrín
Afrín je okresní město v severní Sýrii administrativně spadající do guvernorátu Aleppo. V roce 2005 žilo v celém okresu Afrin 172 095 lidí přičemž město samotné mělo 36 562 obyvatel. Město leží na stejnojmenné řece. Syrská vláda ztratila kontrolu nad oblastí v roce 2012, když kontrolu nad oblastí převzaly kurdské milice YPG a oblast byla začleněna do de facto autonomního regionu Rojava v severní Sýrii. Na počátku roku 2018 bylo město obsazeno Tureckem podporovanou Svobodnou syrskou armádou.

Vojenská situace v okolí Afrinu v roce 2013 ukazuje okres pod kontrolou kurdské YPG a jeho okolí kontrolované Svobodnou syrskou armádou (zeleně). Oblast kolem města Nubl kontrolovaná provládními silami (červeně).